# 4tトラック (自衛隊)
4tトラック（よんトントラック）は、自衛隊が使用していた積載量4tのトラックである。

## 概要
このクラスのトラックは、特科や高射特科での軽火砲牽引の他、2トン半トラックより大型の支援車両のベースとして使用された。東日本重工業（解体された旧三菱重工業の1社）製と日野自動車製の2種類が存在した。いずれも6×6で、当初はガソリンエンジン搭載だったが、後にディーゼルエンジン搭載に変更されている。どちらも民間向けにも販売され、工事用車両などとしてその姿を見ることができた。

## 東日本重工業(三菱)製W11シリーズ
W11は、1951年に当時の警察予備隊向けに開発されたトラックである。初期型はキャブオーバーで、エンジンも直列6気筒ガソリンエンジンだった。しかし、すぐにボンネットタイプで新開発のDB型直列4気筒水冷4サイクルディーゼルエンジンを搭載した後期型に生産が移行している。こちらが生産の主力となり、クレーン車タイプであるW13などの支援車両は、日野製ZCシリーズが中心となった後も1960年代末頃まで使用されていた。

## 日野自動車製ZCシリーズ
ZCシリーズは、警察予備隊向けに1951年から生産が始まったトラックである。三菱W11が、基本的に警察予備隊からの需要を見込んで自社開発したトラックだったのに対し、こちらは当初から警察予備隊の依頼で開発したものである。こちらも当初はガソリンエンジンを搭載していたが、後にディーゼルエンジンに変更された。様々な形式があり、通常のカーゴトラック（ZC20）や4tダンプ（ZC10）などのほか、変わった派生型として67式30型ロケット弾発射機の発射機およびロケット弾装填機のベースにもなっている。細かなモデルチェンジを行いながら長らく調達が行われたが、1973年に73式大型トラックの採用によって終了。4tトラックというカテゴリー自体も無くなった。